# Ceillac

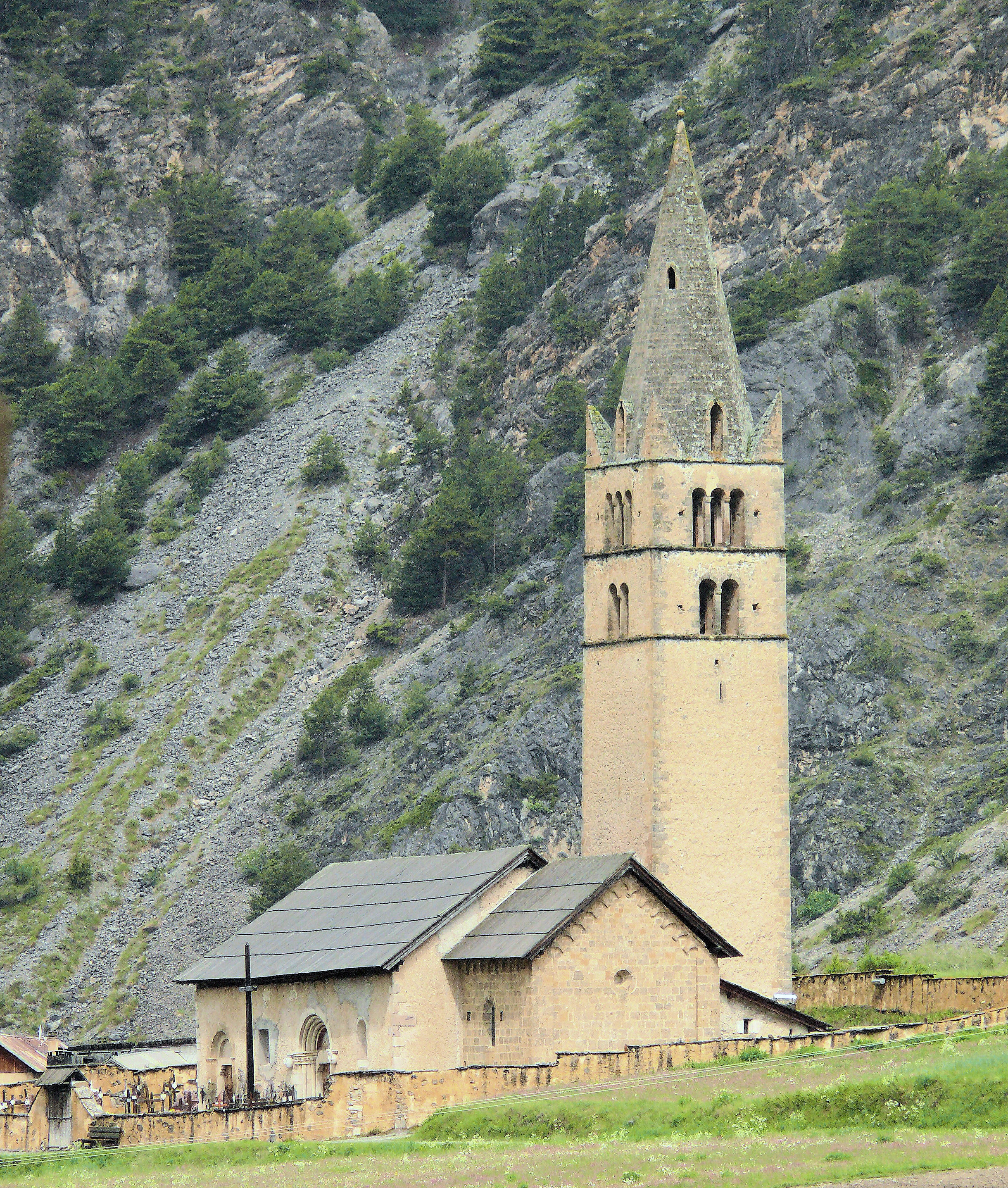
Kyrkan

Ceillac är en kommun i departementet Hautes-Alpes i regionen Provence-Alpes-Côte d'Azur i sydöstra Frankrike. Kommunen ligger  i kantonen Guillestre som ligger i arrondissementet Briançon. År 2022 hade Ceillac 271 invånare.

## Befolkningsutveckling
Antalet invånare i kommunen Ceillac
Referens:INSEE